# Szuzuki Muszasi
Szuzuki Muszasi (1994. február 11. –) japán válogatott labdarúgó.

## Nemzeti válogatott
A japán U23-as válogatott tagjaként részt vett a 2016. évi nyári olimpiai játékokon.